# Giacomo Coustellier
Pour les articles homonymes, voir Coustellier.
Giacomo Coustellier est un pilote de vélo trial né le 2 août 1984 à Martigues. 
Il est pilote professionnel depuis 2002. Il détient trois titres de champion du Monde (moins de 16 ans en 1998, Junior en 2002 et senior en 2003), ainsi que cinq titres de champion de France (1999, 2000, 2002, 2003 et 2006), ce qui fait de lui un des meilleurs trialistes français de tous les temps.

## Biographie
Giacomo Coustellier est né le 2 août 1984 à Martigues. Après s'être essayé à de nombreuses activités sportives telles que le football ou le tennis, il décide à l'âge de 12 ans de s'orienter vers le VTT trial. Directement suivi par son frère Gilles et entraîné par son père Michel, il s’investit profondément dans ce sport. Puis c’est à l'âge de 17 ans alors qu'il est champion du Monde Junior qu'il décide de mettre un terme à ses études afin de devenir professionnel de VTT trial.
Il réside à Saint Mitre les Remparts, une petites ville à côté de Martigues avec sa femme Emmanuelle et son fils Paolo.
En 2021, il ouvre son restaurant à Martigues, « la Caza Pazoli », aux initiales de ses enfants, Paolo, Zoé, Lino. En 2022, il a un quatrième enfant.

## Carrière professionnelle
Il est le seul pilote à avoir remporté le titre de champion du monde Élite à 19 ans lors de sa première participation. Il est également le plus jeune champion de France Élite, obtenu à l'âge de 15 ans et demi.
Après une chute lors de la première manche de la coupe du monde en Italie en 2010, il se blesse gravement au genou gauche. La sanction est irréversible : c'est une rupture du ligament croisé. Après une période de rééducation, il revient à son meilleur niveau l'année suivante. 
En 2011, alors qu'il est en tête de la Coupe du Monde en Suisse, c'est de nouveau une blessure qui l'arrête : luxation de l'épaule. Malgré cela il termine cette année-là 3e de la coupe du Monde et 3e du Championnat de France. 2012 sera une année transitoire pour le champion puisqu'à la suite de nombreuses entorses au genou, il se fait opérer des ligaments croisés le 2 août 2012. Après huit mois de rééducation intensive, il fait son retour en compétition en 2013. Il termine 7e des Championnats d'Europe 2013 à Berne puis 4e aux championnats de France.

## Palmarès
Il a gagné à ce jour treize titres nationaux et internationaux, dont quatre championnats du Monde et six championnats de France. Son doublé championnat de France-Championnat du Monde en 2003 lui a permis de réaliser une saison parfaite en remportant dans la foulée la coupe du Monde à Pra loup. Également trois fois Vice-Champion de France et Vice-champion d'Europe en 2007, il possède en quinze années de carrière au plus haut niveau.
2000
- 2e du Championnat du monde junior de vélo trial 26 pouces

2001
- 2e du Champion de France de trial

2002
- Champion du monde junior de vélo trial 26 pouces
- 3e du Championnat du monde junior de vélo trial 20 pouces
- Champion de France de trial[9]

2003
- Champion du monde de vélo trial 26 pouces
- Champion de France de trial
- Vainqueur de la Coupe du monde de VTT trial[10]

2004
- 2e du Champion de France de trial

2005
- 3e du Champion de France de trial

2006
- Champion de France de trial
- 3e du Championnat du monde de vélo trial 26 pouces

2008
- 2e du Champion de France de trial
- 2e du Championnat d'Europe de VTT trial